# Mélanie Beaufils
Pour les articles homonymes, voir Beaufils.
Mélanie Beaufils, née le 22 juin 1982, est une joueuse de kayak-polo internationale française.

## Sélections
Sélections en équipe de France senior
- Championnats d'Europe 2007 : Médaille d'argent [2]